# Agnieszka Skieterska
Agnieszka Katarzyna Skieterska (ur. 12 listopada 1979) – polska dziennikarka, reporterka, urzędniczka i dyplomatka.

## Życiorys
Absolwentka VI Liceum Ogólnokształcącego im. Tadeusza Reytana w Warszawie (1998) i dziennikarstwa na Uniwersytecie Warszawskim. Studiowała w Studium Europy Wschodniej Uniwersytetu Warszawskiego. Od czasów studiów zaangażowana w działalność Studenckiego Koła Przewodników Beskidzkich w Warszawie, którego w latach 2009–2010 była prezeską. Pracowała jako dziennikarka m.in. „Rzeczpospolitej” i „Gazety Wyborczej”, przygotowując teksty oraz reportaże o Bałkanach, Rumunii, Bułgarii, Czechach i Słowacji. W latach 2009–2011 kierowniczka redakcji angielskiej Polskiego Radia dla Zagranicy. Od 2011 roku związana zawodowo z Ministerstwem Spraw Zagranicznych RP, gdzie do 2015 roku odpowiadała za dyplomację cyfrową, komunikacją internetową resortu oraz placówek zagranicznych, a także dyplomacją publiczną i kulturalną. W 2012 nadzorowała uruchomienie nowego portalu internetowego ministerstwa oraz 340 portali polskich placówek dyplomatycznych w ponad 40 językach.
Autorka przedmowy do pierwszej polskiej książki o dyplomacji cyfrowej, Dyplomacja cyfrowa jako instrument polityki zagranicznej państwa XXI wieku pod redakcją Marcina Kosienkowskiego i Beaty Piskorskiej, Wydawnictwo KUL, 2014, ISBN 978-83-7702-802-5.
W latach 2015–2020 dyrektorka Instytutu Polskiego w Bukareszcie. Była też szefową rumuńskiego klastra Stowarzyszenia Narodowych Instytutów Kultury Unii Europejskiej (EUNIC). Po powrocie do kraju pracuje w Departamencie Dyplomacji Publicznej i Kulturalnej MSZ, gdzie zajmuje się strategiami i analizami.
Kwalifikowana przewodniczka górska. Jej mężem jest Ariel Ciechański.